# Barca de pescuit
Barca de pescuit este o pictură în ulei pe pânză realizată de Gustave Courbet în 1888. Pictura înfățișează o barcă de pescuit pe o plajă pe litoralul francez, lângă Trouville. Pictura se află în prezent în colecția Metropolitan Museum of Art.
Lucrarea a fost una dintr-o serie de 35 de picturi în ulei pe pânză pe care Courbet le-a produs în succesiune rapidă în toamna anului 1865. Spre deosebire de multe alte picturi marine din acea vreme, barca este trăsătura centrală a compoziției, mai degrabă decât un element minor. Barca de pescuit a fost prima lucrare a lui Courbet care a intrat în colecția muzeului, când a fost achiziționată în 1899.